# 奧爾忠尼啟則 (克里米亞)

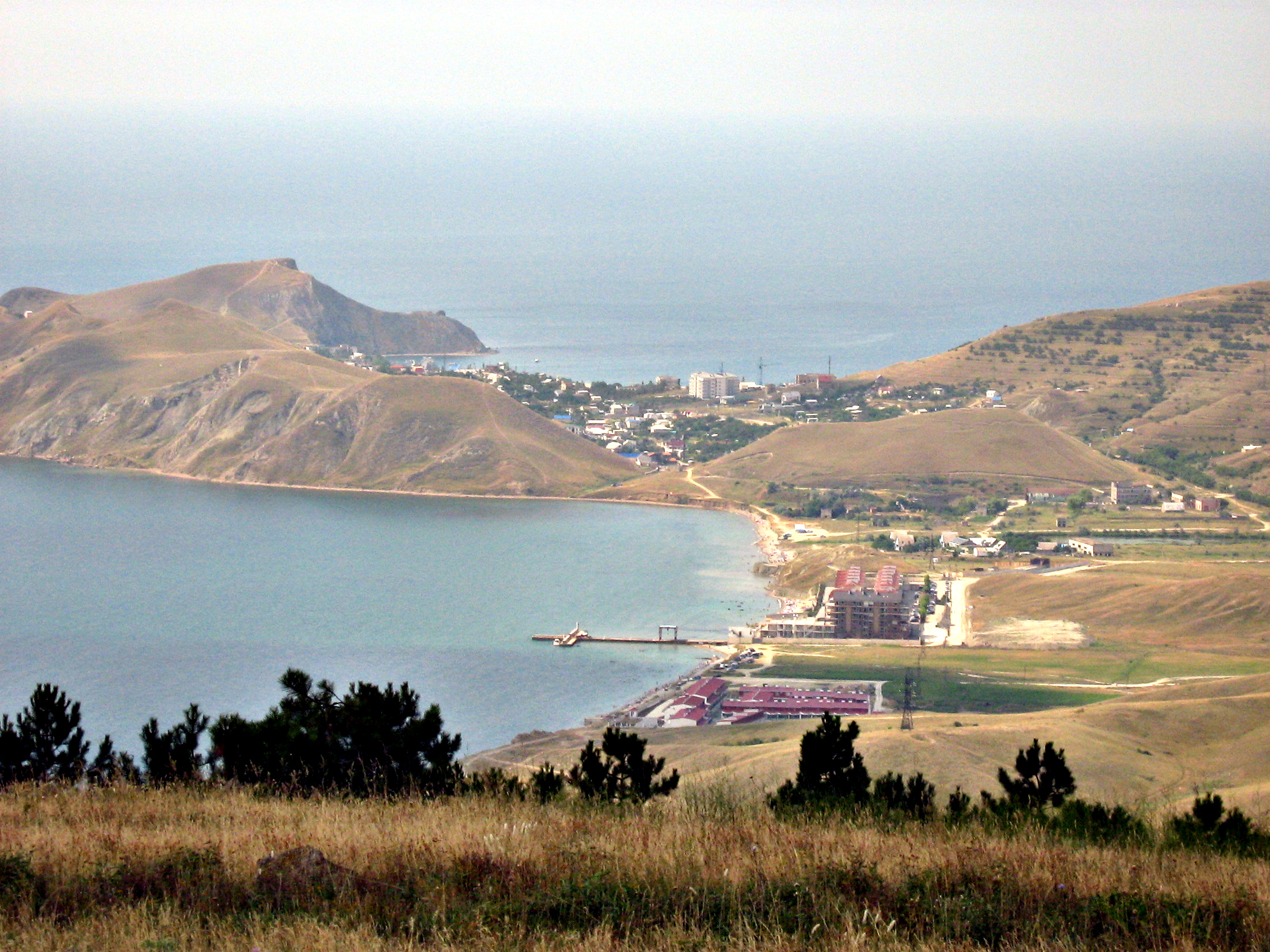
海边风景

凱哈多爾（烏克蘭語：Кайгадор），2016年前名為奧爾忠尼啟則（俄语：Орджоникидзе），法理上是乌克兰克里米亚自治共和国東部费奥多西亚区的市级镇，但事实上是俄罗斯克里米亞共和國费奥多西亚市议会下辖的市级镇。該鎮處於費奧多西亞和科克捷別利之間，面積6.05平方公里，海拔高度20米，2011年人口2,678。
自俄羅斯於2014年吞併克里米亞，該半島一直受俄烏雙方爭議。
2016年，烏克蘭進行大規模的去共化，因此這鎮也被改名。可是，由於這鎮至今仍未被烏克蘭政府控制，新名未受當地使用。